# Подданные революции (фильм)
«Подданные революции» — художественный широкоэкранный историко-биографический фильм, посвященный памяти Генриха Звейнека, первого комиссара Инзенской дивизии, погибшего при обороне Луганска и похороненного на Красной площади.

## Сюжет
В России 1918 года революция, голод, интервенция. Главный герой, двадцатилетний юноша назначен комиссаром в Инзенскую дивизию. Он участвует в формировании первых регулярных частей Красной армии в ходе тяжёлых боёв по взятию Симбирска и погибает в бою при обороне Луганска весной 1919. Параллельно Генрих невольно попадает в двусмысленную личную ситуацию. У него есть в Москве любимая девушка по имени Ася и в то же время он вынужден защищать медсестру Ирину от домогательств командира дивизии Лациса.
В фильме звучат стихи Я. Райниса. В трактовке темы революционного героизма и самопожертвования чувствуется стилистическое влияние Ф. Ницше и А. Платонова. Генрих сомневается в праве революции творить братоубийственное кровопролитие и погибает, поднимая дрогнувших солдат в атаку. В финальной сцене штурма высоты «Острая могила» звучит тема обречённости революционного порыва, гибнут все главные герои. В Луганске установлен бюст Г. Звейнека. В фильме фамилия главного героя изменена на «Звиедрис».

## Съёмочная группа
- Автор сценария — Юлий Карасик, Наталья Синельникова
- Режиссёр-постановщик — Сергей Мартьянов
- Оператор-постановщик — Сергей Гаврилов
- Художник-постановщик — Валерий Кукенков
- Композитор — Юрий Каспаров
- Звукооператор — Маргарита Томилова
- Художник-гримёр — Ирина Колесникова
- Монтаж — Светлана Тарик
- Директор картины — Геннадий Алексеев

## В ролях
- Андис Стродс — Генрих Звиедрис
- Гинтс Озолиньш — Ян Лацис, начдив
- Виктор Ющенко — Владимир Александрович Максимов, начштаба
- Анатолий Рудаков — Шариков, ординарец Генриха
- Елена Костина — Ирина, медсестра
- Андрей Погодин —  Валериан Владимирович Куйбышев
- Николай Кочегаров —  Михаил Николаевич Тухачевский
- Мурад Джанибекян — Гай
- Лесь Сердюк — Опанасенко
- Валерий Сторожик — Этьен, французский журналист
- Иварс Пуга —  Отто Штарке, немецкий интернационалист
- Екатерина Урманчеева — Ася, подруга Генриха
- Вячеслав Глушков — Иван Васильков, комполка
- Юрий Юрченко — Сурков, красноармеец-анархист
- Владимир Чуприков — Говорков
- Виталий Матвеев — Сурогин